# 안나 카레니나 (1935년 영화)
《안나 카레니나》(Anna Karenina)는 1935년 개봉한 미국의 역사, 로맨틱 드라마 영화이다. 클래런스 브라운이 감독을 맡았으며, 레프 톨스토이의 동명 소설을 영화화한 작품이다.
미국 영화 연구소(AFI) 선정 '100 Years...100 Passions' 명단 42위를 한 작품이다.

## 출연

### 주연
- 그레타 가르보
- 프레드릭 마치

### 조연
- 프레디 바솔러뮤
- 모린 오설리번
- 메이 롭슨
- 배질 래스본
- 레지널드 오언
- 레지널드 데니
- 조엔 마쉬
- 에델 그리피즈
- 해리 베리스포드
- 사라 패든
- 코라 수 콜린스
- 매리 포베스
- 가이 드에너리
- 버스터 펠프스
- 시드니 브래시
- 해리 앨런
- 엘라 이드리지
- 미샤 오어
- 베티 블라이스
- 콘스탄스 콜리어
- 해리 코딩
- 지노 카라도
- 마론 해밀턴
- 키스 히치콕
- 올라프 하이튼
- 프란시스 맥도널드
- 데니스 오키프
- 팻 서머셋
- 래리 스티어스
- 로버트 워윅

## 기타
- 원작자: 레프 톨스토이
- 미술: 세드릭 기븐스
- 의상: 에이드리안